# Voltinia
Voltinia is een geslacht van vlinders uit de familie van de prachtvlinders (Riodinidae), onderfamilie Riodininae.
Voltinia werd in 1910 voor het eerst wetenschappelijk beschreven door Stichel.

## Soorten
Voltinia omvat de volgende soorten:
- Voltinia agroeca (Stichel, 1910)
- Voltinia cebrenia (Hewitson, 1873)
- Voltinia danforthi (Warren, A & Opler, 1999)
- Voltinia dramba Hall, J, Robbins & Harvey, 2004 (†)
- Voltinia phryxe (Felder, C & R. Felder, 1865)
- Voltinia radiata (Godman & Salvin, 1886)
- Voltinia sanarita (Schaus, 1902)
- Voltinia theata Stichel, 1910
- Voltinia tumbesia (Hall, J & Lamas, 2001)
- Voltinia umbra (Boisduval, 1870)